# Otto Kreß von Kressenstein

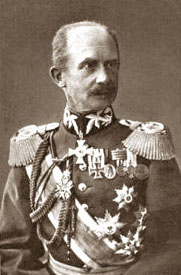
Otto Kreß von Kressenstein (1912)

Paul Otto Felix Freiherr Kreß von Kressenstein (* 13. September 1850 in Germersheim; † 19. Februar 1929 in München) war ein bayerischer Generaloberst und Kriegsminister.

## Leben

### Familie
Otto Kreß von Kressenstein entstammte dem alten Nürnberger Patriziergeschlecht Kreß von Kressenstein. Die Familie gehörte nach dem Tanzstatut zu den neuen ratsfähigen Geschlechtern in der freien Reichsstadt und war über Jahrhunderte im Stadtrat vertreten. 1530 erhielten die Kreß von Kaiser Karl V. eine Adelsbestätigung mit dem Prädikat von Kressenstein. 1817 wurde sie bei der Freiherrenklasse der Adelsmatrikel im Königreich Bayern eingetragen.
Joseph Freiherr Kreß von Kressenstein (* 1821), der Vater von Otto, starb am 6. Februar 1871 als bayerischer Major an den Folgen einer schweren Verwundung, die er im Deutsch-Französischen Krieg erlitten hatte. Seine Mutter Karoline Sophie (1824–1910), Tochter eines bayerischen Offiziers und Ehrendame des bayerischen Theresienordens, war eine geborene von Stetten. Otto war das zweite von drei Kindern des Paares. Seine ältere Schwester Anna Eugenie Emilie (* 1849) heiratete den späteren bayerischen Oberst und Kämmerer Franz Freiherr von Tautphöus. Sein jüngerer Bruder Friedrich (1855–1920) starb als bayerischer General der Infanterie.

### Militärischer Werdegang
Kreß besuchte das Bayerische Kadettenkorps in München, das er 1869 erfolgreich abschloss. Er trat anschließend als Offiziersaspirant in das 2. Chevaulegers-Regiment „Taxis“ der Bayerischen Armee in Bamberg ein und nahm als Unterleutnant 1870 am Krieg gegen Frankreich teil. Dort war er an den Kämpfen bei Weißenburg, Wörth, Toul und Sedan und der Belagerung von Paris beteiligt. Im Mai 1871 erhielt er das Eiserne Kreuz II. Klasse für besondere Tapferkeit.
Mit 23 Jahren wurde Kreß zum Oberleutnant befördert und als Regimentsadjutant verwendet. Von 1874 bis 1877 absolvierte er die Kriegsakademie, die ihm die Qualifikation für den Generalstab, die Höhere Adjutantur und das Lehrfach aussprach. Es folgten wechselnde Verwendungen im Truppen- und Generalstabsdienst. 1885 wurde er zum Hauptmann im Generalstab befördert und ab 1888 befehligte er eine Eskadron im 2. Schwere-Reiter-Regiment „Erzherzog Franz Ferdinand von Österreich-Este“. 1897 übernahm er das Kommando des 6. Chevaulegers-Regiment „Prinz Albrecht von Preußen“ in Bamberg, das ein halbes Jahrhundert vorher schon sein Großvater geführt hatte, und formte es zu einem Eliteregiment. Nach seinen Vorstellungen hatte die Kavallerie abgesessen zu kämpfen und nach infanteristischen Grundsätzen sollte auch ihre Ausbildung erfolgen. Die Wirkung der modernen Schnellfeuerwaffen verbot seiner Ansicht nach die im Reglement vorgeschriebenen Reiterattacken.
Als Generalmajor kommandierte Kreß vom 26. Januar 1902 bis 10. März 1904 die 4. Kavallerie-Brigade und wurde mit der anschließenden Beförderung zum Generalleutnant Inspekteur der Kavallerie. Vom 19. April 1906 bis 21. Mai 1910 hatte er das Kommando über die 1. Division. Als General der Kavallerie und Kommandierender General des III. Armee-Korps in Nürnberg konzentrierte er seine Tätigkeit auf die Schulung des Zusammenwirkens der einzelnen Waffengattungen. Am 16. Februar 1912 übernahm Kreß die Leitung des Kriegsministeriums als Nachfolger von Carl von Horn. Neben der obersten Kommandogewalt im Heer wurde ihm damit gleichzeitig die Führung der Heeresverwaltung und des Militärkabinetts übertragen. In der Regierung und im Parlament vertrat er entschieden die Belange des Heeres. Kreß trat aber auch für eine gute, menschliche Behandlung der Soldaten ein und zeigte Verständnis für die Arbeiter in den Rüstungsbetrieben. Daher besaß er auch das Vertrauen der bayerischen Sozialdemokraten, die ihn öfters im Parlament stützten.
Während des Ersten Weltkrieges kam es wegen der Innenpolitik zu Spannungen im Kabinett, die schließlich zum Ausscheiden des Innenministers führten. Auch das Verhältnis zum Reich gestaltete sich schwierig, da die Maßnahmen, die mit der Dauer des Krieges erforderlich wurden, Bayern immer stärker belasteten. So litt auch das Verhältnis zu König Ludwig III., was zum Rücktritt von Kreß als Kriegsminister führte. Am 8. Dezember 1916, nach einer weiteren Meinungsverschiedenheit im Kabinett, legte er sein Amt nieder. König Ludwig III. ernannte ihn kurze Zeit später zum Inhaber des 6. Chevaulegers-Regiment „Prinz Albrecht von Preußen“ und ehrte ihn mit weiteren Auszeichnungen.
Im Ruhestand ließ er sich in München nieder und beschäftigte sich intensiv mit militärischer Fachliteratur. Kreß verstarb nach längerer Krankheit 78-jährig in München. Er wurde in Kraftshof bei Nürnberg in der Kreßschen Familiengruft beigesetzt.

### Ehe und Nachkommen
Otto Kreß von Kressenstein heiratete 1879 in Würzburg Karoline Johanna von Orff (1855–1912), die Tochter des Generals Karl von Orff. Mit ihr hatte er zwei Söhne, die ebenfalls die Offizierslaufbahn einschlugen. Franz Otto (1881–1957), der jüngere Sohn, wurde General der Kavallerie und kommandierte von 1936 bis 1938 das XII. Armeekorps der Wehrmacht.

## Ehrungen
Georg Fürst widmete Otto Kress von Kressenstein den Marsch „General Freiherr von Kress-Marsch“.